# Volcán Kikai
Kikai (en japonés ラ 界 ラ ラ Kikai karudera) o Caldera Kikai es una caldera volcánica masiva, en su mayoría sumergida, de hasta 19 kilómetros de diámetro en las islas Ōsumi de la prefectura de Kagoshima, Japón. Son los restos de la antigua erupción volcánica de un gigantesco volcán.
Kikai fue la fuente de la erupción de Akahoya, una de las erupciones más grandes durante el Holoceno (hace 10.000 años hasta el presente). Hace unos 6.300 años, los flujos piroclásticos de esa erupción alcanzaron la costa del sur de Kyūshū hasta 100 km de distancia, y las cenizas cayeron hasta Hokkaidō. La erupción produjo aproximadamente 150 km³ de tefra, lo que le dio un índice de explosividad volcánica de 7 y lo convirtió en uno de los más explosivos en los últimos 10.000 años, clasificándose junto a Caldera Santorini, Changbaishan, Lago del Cráter, Lago Kurile y  Tambora.
Kikai sigue siendo un volcán activo. Las erupciones menores ocurren con frecuencia en el Monte Iō (硫黄 岳 Iō-dake), uno de los picos volcánicos subaéreos posteriores a la caldera en Iōjima (硫黄島 Iō-jima). Iōjima es una de las tres islas volcánicas, dos de las cuales se encuentran en el borde de la caldera. El 4 de junio de 2013, se registraron temblores débiles. Poco después, las erupciones comenzaron y continuaron de forma intermitente durante varias horas.

## Actividad volcánica

### Erupción
La secuencia de eventos eruptivos ha sido reconstruida en base a depósitos que representan restos del borde de la caldera y en el territorio continental de Kyushu.
La fase 1 de la erupción fue una poderosa erupción Pliniana que depositó piedra pómez y ceniza cerca del respiradero y en el territorio continental de Kyushu, esa columna colapsó e inmediatamente después sobrevino otra erupción pliniana asociada con la ampliación del respiradero, la alta tasa de descarga resultó en un nube eruptiva de 40 km de altura depositando cerca de 40 km³ de tefra durante un periodo de al menos 28 horas.
La fase 2 comenzó con el colapso de la nube eruptiva y el acceso de agua al magma en las partes superiores del conducto a medida que disminuía la tasa de erupción y produciendo flujos piroclásticos depositando material con un espesor de 3 metros en la isla de Satsuma Iwo-Jima.
La fase 3 dividida en 2 subfases, la primera implica una mayor interacción agua-magma iniciando el colapso de la caldera depositando ceniza con un espesor de 5 metros a lo largo de las islas y el territorio de Kyushu, la segunda subfase fue el inicio de la erupción climática y el colapso de la caldera con una enorme nube pliniana y voluminosos flujos piroclásticos que alcanzaron el territorio continental de Kyushu y enormes Tsunamis que barrieron toda la zona, se piensa que la erupción climática fue en parte lateral para haberse adentrado tanto en Kyushu.
En total se estima que durante el curso de la erupción entre 70 y 80 km³ de magma riolítico (DRE) erupcionaron en una cámara de magma situada a una profundidad de entre 3 y 7 km con un diámetro de 5 km.
Es poco probable que alguien de la zona haya podido sobrevivir, hay un antes y un después en tipos de cerámica y vegetación, de hecho los depósitos de la erupción se encuentran tan extendidos que los geólogos japoneses la usan como marcador estratigráfico denominándola Capa Akahoya.

### Actividad posterior
- 1934 (Showa 9) - 1935 (Showa 10): Erupción submarina a unos 2 km al este de Iwo Jima: Se formó una isla de azufre Showa con un diámetro de aproximadamente 300 my una altitud de aproximadamente 50 m.

- 1936 (Showa 11): Observación de la pluma en el Iwo-yake de Satsuma Iwojima.

- 1988 (1983): Observación de la pluma en el Iwo-yake de Satsuma Iwojima.

- 1999 (Heisei 11) - 2004 (era de Heisei 2004): Erupción eruptiva intermitente en Iwo - dake de Satsuma Iwojima.

- 2019- El 2 de noviembre se detectó un penacho blanco que se elevó 1 km por encima del cráter Iō-Dake, el Nº de terremotos fue bajo y no se observaron cambios en el cráter por el evento anterior

- 2020-El 29 de abril, a las 06:09 una pequeña erupción generó una columna eruptiva que se elevó 1 km por encima del borde del cráter Iō-Dake

- 2020- Durante el día 7 al 14 de septiembre las columnas blancas de Satsuma-Iwo-Jima se elevaron 1 km por encima del borde del cráter Iō-Dake. La incandescencia del cráter era visible por la noche

- 2020- El 6 de octubre una columna de vapor volcánico de  color rosa se elevó 200 metros por encima del cráter Iō-Dake, el nivel de alerta se mantuvo en 2 en una escala de 5 niveles.

- 2022- Durante el período del día 7 al 14 de noviembre se observaron columnas blancas de gas y vapor que se elevaron 600 mm por encima del cráter Īo- Dake, las cámaras de vigilancia observaron incandescencia nocturna, JMA mantuvo el nivel de alerta en 2 advirtiendo a los residentes mantenerse a 500 del cráter.